# ARICNS
ARICNS (també ARI Database for Nearby Stars) és una base de dades astronòmica d'estels que s'hi troben prop del Sistema Solar. És mantinguda pel Astronomisches Rechen-Institut de Heidelberg, Alemanya.
Les dades estel·lars de ARICNS es mostren a les denominades pàgines d'estels i provenen de dues fonts. La primera part de la pàgina es basa en una versió actualitzada (H. Jahreiß, 1998, inèdita) del contingut del CNS3 (1991), derivat únicament de mesures terrestres. La segona part de la pàgina de l'estel mostra els resultats continguts en la part principal del Catàleg Hipparcos (ESA, 1997), sempre que l'estel hagi estat observat pel satèl·lit astromètric Hipparcos.
En l'actual versió preliminar de ARICNS, les dades d'aquestes dues parts encara no estan “harmonitzades”. Per exemple, la paral·laxi d'Hipparcos i el moviment propi (quan es dona), així com el moviment d'espai resultant (U, V, W), en general han de preferir-se respecte a les mateixes dades enumerades en la primera part de la pàgina. En el futur es pretén afegir una explicació detallada del contingut de les pàgines d'estels.

## Cerca d'un objecte
Hi ha diversos mètodes per trobar un estel en ARICNS. Si es coneix la designació de la mateixa, per exemple Gliese 440, es prem sobre el nom del catàleg (Gliese en aquest cas), apareixent una llista amb tots els estels d'ARICNS que tenen un “nombre de Gliese”. Una vegada trobat l'estel en qüestió, es prem sobre ell apareixent les dades de la mateixa (Gliese 440). També pot buscar-se l'estel per la seva posició prement Position (RA, Dec).